# عبد الحميد يونس
عبد الحميد يونس كاتب وأديب وروائي مصري، وُلد في حي السيدة زينب بالقاهرة في 4 فبراير عام 1910. فقد بصره في السادسة عشر من عمره. تخرج في كلية الآداب عام 1940. كان شغوفًا بالفلكلور المصري والعربي، وأصبح أستاذًا للأدب الشعبي عام 1957، وألف أربعين كتابًا. كما ألف موسوعة أدبية من سبعمائة صفحة، والتي تُرجمت إلى الإنجليزية والفرنسية والإسبانية واليابانية، وأصبحت، بعد ذلك، موضوعًا دراسيًا لأقسام الأداب في الجامعات الهندية والأمريكية والسويدية. ساهم في إنشاء العديد من المراكز الأدبية في كثير من الدول العربية، وتقديرًا لدوره تم انتُخب رئيسًا للمجلس العربي للأدب الشعبي. وأسس مركز الدراسات الفنون الشعبية وجمعية النور والأمل للكفيفات، وكان له نشاط كبير في مجال ذوي الاحتياجات الخاصة. وتُوفي في 13 سبتمبر 1988. نال جائزة الدولة التقديرية في الأدب عام 1980 مع عبد العزيز الأهواني في العام ذاته وجائزة مؤسسة الكويت للتقدم العلمي عام 1985.

## تعليمه وعمله الصحفي
حصل يونس على شهادة البكالوريا عام 1932، وحاول الالتحاق بكلية الآداب قسم اللغة العربية آنذاك، إلا أن طلبه قوبل بالرفض بسبب إعاقته، فاستعان بطه حسين، عميد الكلية وقتها والذي قبل طلبه. وعمل صحفيًا بمجلتي الرسالة والمجلة أثناء دراسته الجامعية. وبعد تخرجه، أسس مجلة الراوي عام 1935. وواصل دراسته وصولًا إلى الماجستير عن سيرة الظاهر بيبرس عام 1946، وأكمل الدكتوراه برسالة عنوانها الهلالي في الأدب والتاريخ عام 1950. كان عبد الحميد يونس من الذين اتصلوا بالصحافة العامة والثقافية على حد سواء وكتب في مجلة المجلة الجديدة التي كان يُصدرها سلامة موسى. كما درس ظاهرة الانتحال في الفنون الشعبية مع أطياف الفولكلور فيما بين العلم والميثولوجيا.

## الترجمة
اشترك مع زميليه إبراهيم زكي خورشيد وعبد الحميد الشنتناوي في ترجمة دار المعارف الإسلامية. واشترك في ترجمة أعمال شكسبير في مشروع اللجنة الثقافية لجامعة الدول العربية حيث ترجم سيدان من فيرونا عام 1960. وترجم حكايات كانتربري عام 1963 بالاشتراك مع مجدي وهبة، عضو مجمع اللغة العربية وأستاذ الأدب الإنجليزي. كما قدم عمل جمع بين الترجمة والأدب الشعبي المقارن في الأسفار الخمسة (بنجاتنترا) عام 1980؛ حيث قدم معها دراسة مقارنة مع كتاب كليلة ودمنة.

## مُؤلفاته[7]
- الحكاية الشعبية عام 1985.
- الظاهر بيبرس في القصص الشعبي.
- الأسطورة والفن الشعبي عام 1980.
- سيرة بني هلال.
- حكاية الصقر شاهين.
- مجتمعنا عام 1956.
- معجم الفولكلور.
- الهلالية في التاريخ والأدب الشعبي عام 1968.
- خيال الظل عام 1960.
- في الأدب المغربي المعاصر عام 1982.
- لافوازييه عام 1944.
- دفاع عن الفلكلور عام 1972.
- {{ط|الأسس الفنية للنقد الأدبي عام 1958.

## مقولات
«فرسالةُ الأديب أن يُميّز لنفسه وللناس هذه الفكرة الإلهية، بما فيها من روعةٍ وجمالٍ وقوة، وأن يقف إلى جانبها مُعجباً متعجباً، وأن يذيعها في الناس حتى يكونوا أنعمَ بحياتهم وأقدر على فهم وجودهم. عليه أن يسمو بهم فوق رغبات العيش المادي من طعامٍ وشرابٍ وكساء، وأن يُحررهم (ولو إلى حدٍ ما) من قيود الزمان والمكان. وأظنك تستطيعُ أن تتخذ هذا التعريف مقياساً تُوازن به بين الأدب الحي والأدب الميت، فكما يوجد في هذا العالَم أطباء ودجالون يدّعون الطب، كذلك يوجد أدباء وأدعياء يدعون الأدب. وإذا كنت تحرصُ الحرصَ كله على التمييز بين النقود الصحيحة والنقود الزائفة؛ وهي التي تحصل بها على أغراضك المادية؛ فالأجدر بك أن تكون أكثر حرصاً على التمييز بين الآثار الأدبية الصالحة والآثار الأدبية الزائفة؛ وهي التي تحصل بها على أغراضك الروحية».